# Podnoszenie ciężarów na Letnich Igrzyskach Olimpijskich 1936 – waga ciężka mężczyzn
Rywalizacja w wadze ponad 82,5 kg mężczyzn w podnoszeniu ciężarów na Letnich Igrzyskach Olimpijskich 1936 odbyła się 5 sierpnia 1936 roku w hali Deutschlandhalle. W rywalizacji wystartowało 13 zawodników z 9 krajów. Tytułu sprzed czterech lat nie obronił Jaroslav Skobla z Czechosłowacji, który zakończył karierę. Nowym mistrzem olimpijskim został Niemiec Josef Manger, srebrny medal wywalczył Czechosłowak Václav Pšenička, zaś trzecie miejsce zajął Estończyk Arnold Luhaäär.

## Wyniki
| Pozycja | Zawodnik         | Reprezentacja        | Waga   | Wyciskanie | Wyciskanie | Wyciskanie | Rwanie | Rwanie | Rwanie | Podrzut | Podrzut | Podrzut | Wynik |
| Pozycja | Zawodnik         | Reprezentacja        | Waga   | 1          | 2          | 3          | 1      | 2      | 3      | 1       | 2       | 3       | Wynik |
| ------- | ---------------- | -------------------- | ------ | ---------- | ---------- | ---------- | ------ | ------ | ------ | ------- | ------- | ------- | ----- |
| 1. !    | Josef Manger     | III Rzesza           | 105,0  | 122,5      | 132,5      | 135,0      | 115,0  | 122,5  | 125,0  | 145,0   | 152,5   | 155,0   | 410,0 |
| 2. !    | Václav Pšenička  | Czechosłowacja       | 104,15 | 122,5      | 127,5      | 127,5      | 117,5  | 122,5  | 125,0  | 150,0   | 155,0   | 155,0   | 402,5 |
| 3. !    | Arnold Luhaäär   | Estonia              | 120,0  | 107,5      | 112,5      | 115,0      | 112,5  | 120,0  | 120,0  | 152,5   | 160,0   | 165,0   | 400,0 |
| 4       | Ronald Walker    | Wielka Brytania      | 88,5   | 110,0      | 120,0      | 120,0      | 115,0  | 122,5  | 127,5  | 155,0   | 160,0   | 167,5   | 397,5 |
| 5       | Husejn Muchtar   | Królestwo Egiptu     | 97,6   | 105,0      | 110,0      | 112,5      | 115,0  | 122,5  | 125,0  | 150,0   | 160,0   | 165,0   | 395,0 |
| 6       | Josef Zemann     | Republika Austriacka | 94,0   | 105,0      | 110,0      | 112,5      | 115,0  | 122,5  | 125,0  | 150,0   | 155,0   | 157,5   | 387,5 |
| 7       | Paul Wahl        | III Rzesza           | 109,2  | 110,0      | 115,0      | 117,5      | 110,0  | 120,0  | 120,0  | 140,0   | 150,0   | 150,0   | 375,0 |
| 8       | Rudolf Schilberg | Republika Austriacka | 114,35 | 115,0      | 125,0      | 130,0      | 102,5  | 107,5  | 107,5  | 135,0   | 135,0   | 140,0   | 372,5 |
| 9       | John Grimek      | Stany Zjednoczone    | 87,8   | 115,0      | 120,0      | 120,0      | 105,0  | 105,0  | 110,0  | 137,5   | 145,0   | 145,0   | 357,5 |
| 10      | Marcel Dumoulin  | Francja              | 93,2   | 95,0       | 100,0      | 102,5      | 110,0  | 110,0  | 115,0  | 135,0   | 140,0   | 145,0   | 355,0 |
| 11      | Václav Bečvář    | Czechosłowacja       | 94,8   | 95,0       | 100,0      | 100,0      | 110,0  | 115,0  | 117,5  | 145,0   | 150,0   | -       | 355,0 |
| 12      | David Mayor      | Stany Zjednoczone    | 106,6  | 95,0       | 100,0      | 100,0      | 102,5  | 107,5  | 107,5  | 137,5   | 145,0   | 145,0   | 352,5 |
| 13      | Ernst Fischer    | Szwajcaria           | 103,1  | 102,5      | 102,5      | 105,0      | 90,0   | 95,0   | 95,0   | 125,0   | 130,0   | 130,0   | 317,5 |